# Diecezja Quimper
Diecezja Quimper (nazwa oficjalna: Diecezja Quimper(-Léon)) – diecezja Kościoła rzymskokatolickiego w północno-zachodniej Francji, w metropolii Rennes. Powstała w V wieku jako diecezja Quimper. W 1801 uzyskała obecny kształt terytorialny, zaś w 1853 otrzymała obecną nazwę oficjalną. Na terenie diecezji dopuszcza się używanie w liturgii zarówno języka francuskiego, jak i języka bretońskiego.